# Labania minuta
Labania minuta är en stekelart som beskrevs av Marsh 2002. Labania minuta ingår i släktet Labania och familjen bracksteklar. Inga underarter finns listade i Catalogue of Life.